# Šarbane
Šarbane (en serbe cyrillique : Шарбане) est un village de Serbie situé dans la municipalité d’Ub, district de Kolubara. Au recensement de 2011, il comptait 502 habitants.
Non loin de Šarbane, l'Ub se jette dans la Tamnava.

## Démographie

### Évolution historique de la population
| 1948 | 1953  | 1961  | 1971 | 1981 | 1991 | 2002 | 2011 |
| ---- | ----- | ----- | ---- | ---- | ---- | ---- | ---- |
| 973  | 1 027 | 1 025 | 961  | 809  | 650  | 545  | 502  |

|  |